# راجر بارتون (بازیکن فوتبال)
راجر بارتون (انگلیسی: Roger Barton; ۲۵ سپتامبر ۱۹۴۶ – ۴ نوامبر ۲۰۱۳) بازیکن فوتبال اهل بریتانیا بود.
از باشگاه‌هایی که در آن بازی کرده‌است می‌توان به باشگاه فوتبال ولورهمپتون واندررز، باشگاه فوتبال لینکولن سیتی، باشگاه فوتبال بارنزلی، و باشگاه فوتبال ووستر سیتی اشاره کرد.